# 史悠咸
史悠咸（？年—？年），字泽山，浙江余姚县人，又作山阴县（今屬绍兴市）人。清末官员、诗人。

## 生平
光緒十八年（1892年）壬辰科二甲進士；同年五月，授内阁中书。史悠咸工诗，著有《眠琴阁诗钞》。《晚晴簃诗汇》收其诗作三首。

## 家族
祖籍浙江宁波府鄞县东钱湖史氏，是南宋宰相史浩二十三世嫡孙，曾祖史谦任凤山典史，祖父史善载在道光年间曾任甘肃总兵、提督，父史致康在同治年间任成都知府，子史久瑜为民国时期国学家，孙史济生为上海知名律师。堂兄史保悠在咸丰十年因兵乱殉国，清廷赠光禄寺卿、世袭骑都尉。